# Municipio de Eagle (Minnesota)
El municipio de Eagle (en inglés: Eagle Township) es un municipio ubicado en el condado de Carlton en el estado estadounidense de Minnesota. En el año 2010 tenía una población de 581 habitantes y una densidad poblacional de 6,28 personas por km².

## Geografía
El municipio de Eagle se encuentra ubicado en las coordenadas 46°38′38″N 92°52′56″O / 46.64389, -92.88222. Según la Oficina del Censo de los Estados Unidos, el municipio tiene una superficie total de 92.45 km², de la cual 89,68 km² corresponden a tierra firme y (3 %) 2.77 km² es agua.

## Demografía
Según el censo de 2010, había 581 personas residiendo en el municipio de Eagle. La densidad de población era de 6,28 hab./km². De los 581 habitantes, el municipio de Eagle estaba compuesto por el 99,31 % blancos, el 0,52 % eran amerindios y el 0,17 % eran de una mezcla de razas. Del total de la población el 0 % eran hispanos o latinos de cualquier raza.